# Tanjug

Tanjug (dolgo ime Telegrafska agencija nove Jugoslavije) je bila sprva jugoslovanska, zatem pa srbska državna tiskovna agencija. Ustanovljen je bil kot pomemben element obveščanja med drugo svetovno vojno in je bil v času povojne socialistične Jugoslavije nacionalna tiskovna agencija vseh republik, po njenem dokončnem razpadu leta 2006 pa se je spremenila v medijsko agencijo srbske države. Leta 2007 je štela agencija nekaj več kot 300 zaposlenih, od tega okoli 130 poročevalcev iz Srbije in približno 20 dopisnikov iz tujine. Bil je članica Evropske zveze tiskovnih agencij (EANA), Zveze sredozemskih tiskovnih agencij (AMAN) ter Zveze balkanskih tiskovnih agencij (ABNA).
Agencijo je 5. novembra 1943 ustanovil Moša Pijade, njen pomen je bil v informiranju jugoslovanske in inozemske javnosti o osvobodilnem boju na področju Balkana. Po vojni je postala nacionalna agencija za tisk. Tanjug je imel v času svoje največje moči 48 dopisnikov po svetu in je bil najpomembnejša med tiskovnimi agencijami članic Gibanje neuvrščenih. 
Tanjugovi dopisniki so se večkrat znašli na pomembnih prizoriščih in tako na primer prvi poročali o vietkongovskem zavzetju Saigona med Vietnamsko vojno, o neuspeli invaziji ZDA na Kubo v Prašičjem zalivu, zasedbi Češkoslovaške s strani enot Varšavskega pakta in o vkorakanju v Prago, pa tudi o Praški pomladi ter strmoglavljenju romunskega diktatorja Nicolaeja Ceaușescuja. Konec 80. let pred pričetkom razpada socialistične Jugoslavije je imel Tanjug 1.200 zaposlenih. V času vladavine Slobodana Miloševića je doživljal politične pritiske.
Tudi po koncu Miloševičevega režima je bil Tanjug v državni lasti, Srbija pa ga je po Zakonu o javnem podjetju Tanjug nameravala prodati v zasebni sektor, s čimer bi se agencija preoblikovala in pridobila večlastniško strukturo ter komercialen značaj. Vendar pa ga vladi do izteka veljavnosti zakona 31. oktobra 2015 ni uspelo prodati, tako da je Tanjug s tem dnem uradno prenehal obstajati.